# Política de Afganistán

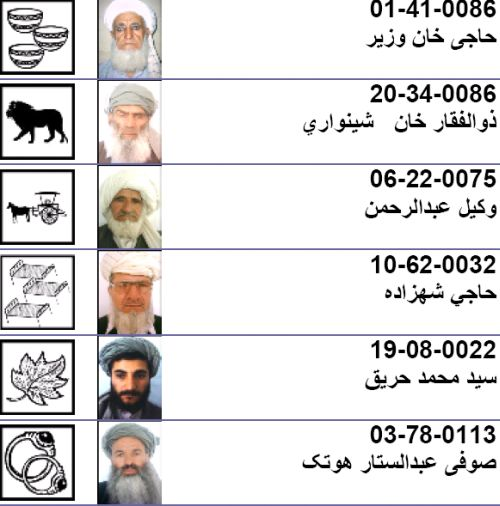
Papeleta electoral de Afganistán.

El gobierno de Afganistán se encuentra actualmente en disputa desde la caída de la República Islámica de Afganistán durante la caída de Kabul frente a las fuerzas talibanes el 15 de agosto de 2021 y el subsecuente establecimiento del Emirato Islámico de Afganistán que ejerce de facto el contra de la mayoría del país. El 7 de septiembre de 2021 los funcionarios talibanes que de facto controlan gran parte del país anunciaron un nuevo gobierno liderado por el mulá Mohammad Hassan Akhund como primer ministro. El gobierno se encuentra bajo supervisión del líder supremo talibán, Haibatullah Akhundzada. A septiembre de 2024, el Emirato Islámico de Afganistán aún no ha sido formalmente reconocido por ningún Estado, como tampoco por el gobierno de jure de Afganistán. Los representantes designados por la República Islámica de Afganistán continúan representando al país ante las Naciones Unidas. Estos se han negado a reconocer a los talibanes e instan a otros gobiernos a hacer lo mismo.
Entre el 2002 y 2021, el gobierno de Afganistán consistía en un gabinete de ministros, gobernadores provinciales y una asamblea nacional, con un presidente que se desempeñaba como jefe de Estado, jefe de gobierno y comandante en jefe de las Fuerzas Armadas de Afganistán. La nación era liderada por el presidente Ashraf Ghani, quien era secundado por dos vicepresidentes, Amrullah Saleh y Sarwar Danish. La situación se mantuvo hasta que Ghani escapó a Emiratos Árabes Unidos en agosto de 2021, cuando los talibanes alcanzaron la capital, y el posterior establecimiento del gobierno de facto. En la última década la política de Afganistán se vio influenciada por los países de la OTAN, en particular los Estados Unidos, en un intento por estabilizar y democratizar el país. En 2004, se promulgó una nueva constitución y un presidente ejecutivo fue electo. Al año siguiente se llevó a cabo una elección general para elegir miembros del parlamento.
Hamid Karzai es considerado el primer presidente democráticamente electo de la historia del país en 2004, siendo reelecto para un segundo mandato de cinco años en 2009. La Asamblea Nacional fue la legislatura del país. Se trataba de un cuerpo bicameral, compuesto de la Cámara del Pueblo y la Cámara de los Ancianos. La primera composición de la legislatura fue electa en 2005 y la más reciente en 2018. Los miembros de la Corte Suprema eran designados por el presidente escogiendo dentro la judicatura. Todas estas instituciones tenían como objetivo ser un sistema de control y balances.